# Edward Smouha
Edward Ralph „Teddy” Smouha OBE (ur. 17 grudnia 1909 w Chorlton-cum-Hardy, zm. 1 kwietnia 1992 Genewie) – brytyjski prawnik, w młodości lekkoatleta (sprinter), medalista olimpijski z 1928.

## Życiorys
Był synem Josepha Smouhy, przedsiębiorcy pochodzenia żydowskiego, który osuszył bagna wokół Aleksandrii w Egipcie i zbudował przedmieście nazwane Smouha City.
Edward Smouha zdobył brązowy medal w sztafecie 4 × 100 metrów na igrzyskach olimpijskich w 1928 w Amsterdamie. Sztafeta brytyjska biegła w składzie: Cyril Gill, Smouha, Walter Rangeley i Jack London.
Ukończył prawo w Magdalene College na University of Cambridge. Był barristerem w Lincoln’s Inn. Podczas II wojny światowej służył w Royal Air Force, dochodząc do stopnia Wing Commander (podpułkownika). Od 1957 mieszkał w Genewie. W 1973 został oficerem Orderu Imperium Brytyjskiego.